# 1907 no cinema

## Principais filmes estreados
- 3 de Setembro - O Rapto de uma Actriz de Lino Ferreira.

## Nascimentos
| Data            | Nome                  | Profissão                     | Nacionalidade           | Observações | Ref |
| --------------- | --------------------- | ----------------------------- | ----------------------- | ----------- | --- |
| 16 de janeiro   | Alexander Knox        | actor e escritor              | Canadá                  | m. 1995     |     |
| 15 de fevereiro | Cesar Romero          | ator                          | Estados Unidos          | m. 1994     |     |
| 2 de março      | Diná de Oliveira      | atriz, pianista e compositora | Brasil                  | m. 1998     |     |
| 29 de abril     | Fred Zinnemann        | cineasta                      | Áustria-Hungria         | m. 1997     |     |
| 12 de maio      | Katharine Hepburn     | atriz                         | Estados Unidos          | m. 2003     |     |
| 22 de maio      | Laurence Olivier      | ator, produtor e diretor      | Reino Unido             | m. 1989     |     |
| 26 de maio      | John Wayne            | ator                          | Estados Unidos          | m. 1979     |     |
| 4 de junho      | Rosalind Russell      | atriz                         | Estados Unidos          | m. 1976     |     |
| 23 de junho     | Dercy Gonçalves       | atriz                         | Brasil                  | m. 2008     |     |
| 16 de julho     | Barbara Stanwyck      | atriz                         | Estados Unidos          | m. 1990     |     |
| 27 de julho     | Ross Alexander        | ator                          | Estados Unidos          | m. 1937     |     |
| 29 de agosto    | Fay Wray              | atriz                         | Canadá / Estados Unidos | m. 2004     |     |
| 1 de setembro   | Nathan Juran          | cineasta                      | Áustria-Hungria         | m. 2002     |     |
| 29 de setembro  | Gene Autry            | cantor e ator                 | Estados Unidos          | m. 1998     |     |
| 9 de outubro    | Jacques Tati          | ator e realizador             | França                  | m. 1982     |     |
| 16 de novembro  | Burgess Meredith      | ator                          | Estados Unidos          | m. 1997     |     |
| 20 de novembro  | Henri-Georges Clouzot | cineasta                      | França                  | m. 1977     |     |
| 14 de dezembro  | Beatriz Costa         | atriz                         | Portugal                | m. 1996     |     |
| 15 de dezembro  | Gordon Douglas        | cineasta                      | Estados Unidos          | m. 1993     |     |
| 22 de dezembro  | Peggy Ashcroft        | atriz                         | Reino Unido             | m. 1991     |     |

## Mortes
| Data | Nome | Profissão | Nacionalidade | Observações | Ref |
| ---- | ---- | --------- | ------------- | ----------- | --- |